# 문덕왕후
문덕왕후 유씨(文德王后 劉氏, 생몰년 미상)는 고려의 왕족이다. 광종과 대목왕후의 3녀이자 성종의 제1비이다.

## 생애
본관은 충주이다. 광종과 대목왕후의 딸이며, 유(劉)씨 성은 친할머니인 신명순성왕후의 성씨를 따른 것으로 보인다. 그녀는 원래 태조와 헌목대부인의 손자이자 수명태자의 아들인 홍덕원군 왕규와 결혼하여 딸을 1명 낳았다. 그러나 훗날 홍덕원군이 일찍 죽자 성종에게 시집와 왕후가 되었다. 문덕왕후는 태조의 제4비인 신정왕후의 외손녀이며, 성종은 신정왕후의 친손자로 그녀의 외사촌이다.
원래 남편이었던 홍덕원군과의 사이에서 낳은 딸은 훗날 목종의 왕후인 선정왕후가 되었다.
그녀가 언제 사망했는지에 대한 기록은 없으나, 목종 대에 시호를 받는 것으로 보아 목종이 왕위에 오르기 전인 997년 이전에 사망했을 것으로 보인다. 사망 후 성종의 정후로서 태묘에 합사되었다. 훗날 여러 차례에 걸쳐 시호가 가상되어 효공순성영용숙절원헌선위문덕왕후(孝恭順聖英容肅節元獻宣威文德王后)가 되었다.

## 가족 관계
- 조부 겸 외조부 : 제1대 태조(太祖, 877~943 재위:918~943)
- 조모 : 신명순성왕후(神明順成王后, 생몰년 미상)
  - 아버지 : 제4대 광종(光宗, 925~975 재위:949~975)
- 외조모 : 신정왕후(神靜王后, ?~983)
  - 어머니 : 대목왕후(大穆王后, 생몰년 미상)
    - 오빠 : 제5대 경종(景宗, 955~981 재위:975~981)
    - 동생 : 효화태자(孝和太子, 생몰년 미상)
    - 언니 : 천추전부인(千秋殿夫人, 생몰년 미상)
    - 언니 : 보화궁부인(寶華宮夫人, 생몰년 미상)
- 시조모 : 헌목대부인(獻穆大夫人, 생몰년 미상)
  - 시아버지 : 수명태자(壽命太子, 생몰년 미상)
    - 첫번째 남편 : 홍덕원군 왕규(弘德院君 王圭, 생몰년 미상)
      - 장녀 : 선정왕후(宣正王后, 생몰년 미상)

  - 시아버지 : 추존 대종(戴宗, ?~969)
  - 시어머니 : 선의왕후(宣義王后, 생몰년 미상)
    - 두번째 남편 : 제6대 성종(成宗, 961~997 재위:981~997)

## 문덕왕후가 등장한 작품
- 《천추태후》(KBS, 2009년, 배우: 이현경, 백승희)

## 참고 자료
- 《고려사》〈열전-후비전〉